# ماجرای گردنبند الماس

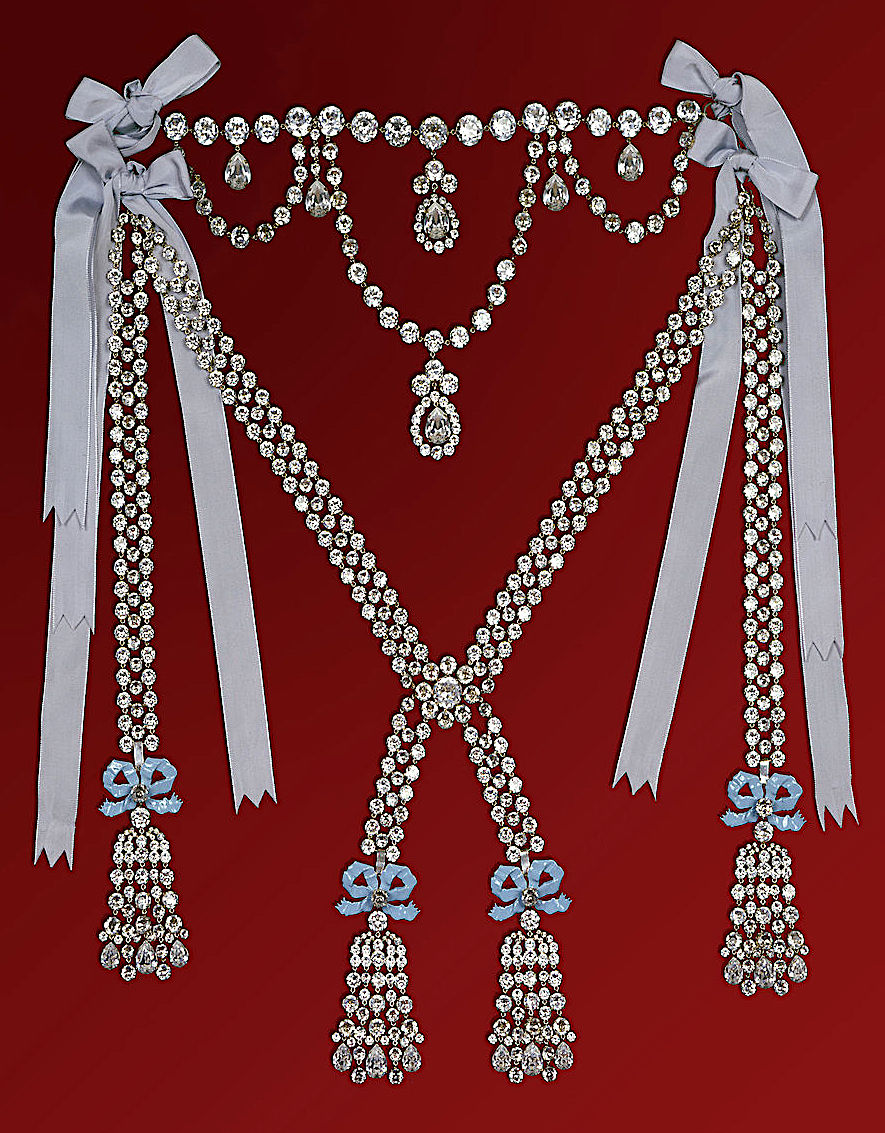
سفارش ساخت گردنبند الماس توسط لوئی پانزدهم برای معشوقه‌اش، مادام دو باری به جواهرسازان سلطنتی داده شد. با مرگ پادشاه، پول ساخت گردنبند به جواهرسازان داده نشد و آنها را ورشکست کرد و موجب طرح‌های ناموفقی برای فروش به ملکه ماری آنتوانت شد.

ماجرای گردنبند الماس (فرانسوی: Affaire du collier de la reine‎) واقعه‌ای بود که در سال ۱۷۸۴ تا ۱۷۸۵ در دربار لوئی شانزدهم، پادشاه فرانسه رخ داد و مربوط به همسرش، ماری آنتوانت می‌شد.
پیش از آن، اعتبار ملکه توسط شایعه‌ها خدشه دار شده بود اما اعتبار آنتوانت با شایعه‌ای بی اساس که او را در کلاهبرداری از جواهرسازان سلطنتی برای بدست آوردن یک گردنبند الماس بدون پرداخت پول آن مجرم نشان می‌داد، به‌طور کامل تخریب شد. در واقع، او ایده خرید گردنبند را رد کرد تا اینکه امضایش توسط ژان دو والوا سنت رمی جعل شد. هرچند که ژان بعدها محاکمه شد، اما این واقعه به یکی از مهم‌ترین دلایلی تبدیل گشت که باعث شد اعتبار پادشاهی فرانسه زیر سؤال برود. همچنین این واقعه زمینه‌ساز انقلاب فرانسه و حمایت مردم از آن بود.

## پیشینه گردنبند

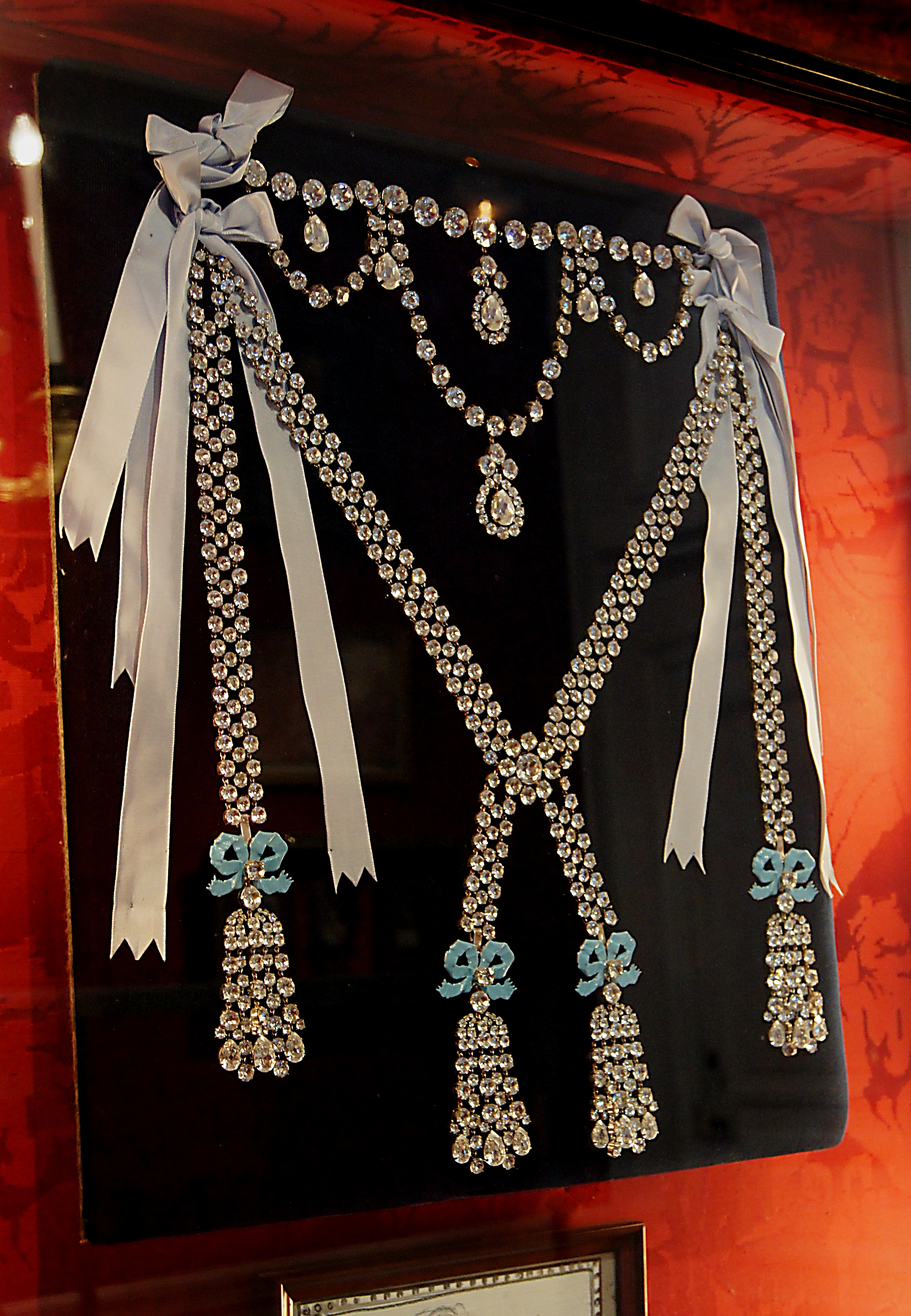
گردنبند ملکه، بازسازی شده، نگهداری شده در فرانسه

در سال ۱۷۷۲، لوئی پانزدهم فرانسه، تصمیم گرفت برای معشوقه‌اش، مادام دو باری یک هدیه مخصوص تهیه کند. مبلغ هدیه دو میلیون لیور (واحد پول فرانسه در آن زمان) بود. او از جواهرسازان پاریسی، چارلز آگوسته بوهمر و پاول بسنگ درخواست کرد یک گردنبند الماسی بسازند که در بین سایر گردنبندان، مانندی نداشته باشد.
جواهرسازان برای تهیه این گردنبند و الماس‌های مناسب برای آن، پول و وقت زیادی صرف کردند. در همین حین، لوئی پانزدهم به‌علت آبله درگذشت و نوه پسری او، لوئی شانزدهم که جانشینش بود، مادام دو باری را از دربار بیرون کرد.
توصیف گردنبند بدین شکل بود: ردیفی از هفده الماس باشکوه که هرکدام‌شان به بزرگی یک فندق هستند… گردنبندی که با سه حلقه و آویزهایی به مقدار کافی (آویزهایی به شکل گلابی، ستاره چندپر یا خوشه‌ای چند شکل) احاطه شده‌است. جواهرسازان آرزو داشتند که این گردنبند، مورد توجه ملکه جدید فرانسه، ماری آنتوانت قرار گیرد و او این را خرید کند. در واقع پادشاه جدید فرانسه، لوئی شانزدهم، در سال ۱۷۷۸ پیشنهاد خرید آن را به‌عنوان یک هدیه به همسرش داد اما آنتوانت، پیشنهاد را قبول نکرد. دلیل رد پیشنهاد او این بود که به‌نظر او در آن زمان، آنها بیشتر به کشتی سونتی فورز (نوعی کشتی) احتیاج داشتند تا یک گردنبند. برخی نیز می‌گویند که دلیل رد پیشنهاد پادشاه توسط آنتوانت این بود که آن گردنبند ابتدا برای مادام دو باری ساخته شده بود؛ کسی که آنتوانت به‌شدت از او متنفر بود. همچنین گفته می‌شود مدتی بعد لوئی شانزدهم نیز از خرید گردنبند منصرف شد.
پس از تلاش بیهوده جواهرسازان برای انتقال گردنبند به خارج از فرانسه، با تولد لوئیس ژوزف دوفین فرانسه در سال ۱۷۸۱، جواهرسازان مجدداً تلاش کردند تا گردنبند را به ملکه بفروشند، اما او نیز مجدداً از خرید آن امتناع کرد.

## ماجرا

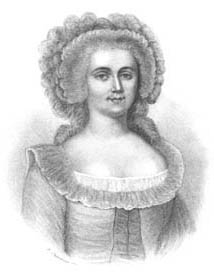
ژان دو والوا سنت رمی (ژان دو لا موت)

یک زن حقه‌باز که خودش را ژان دو والوا سنت رمی می‌نامید و همچنین با نام ژان دو لا موت نیز شناخته می‌شد، تصمیم گرفت تا از گردنبند برای رسیدن به ثروت و قدرت و جایگاه سلطنتی استفاده کند. او از نوادگان پسر نامشروع پادشاه آنری دوم بود. ژان با مردی به‌نام نیکولاس دو لا موت، که خود را کامته دو لا موت می‌نامید ازدواج کرد. ژان با حقوق ناچیزی که پادشاه به او می‌داد، زندگی می‌کرد.
در ماه مارس سال ۱۷۸۵، ژان معشوقه کاردینال دو روهان، سفیر فرانسه در دربار وین شد. کاردینال به‌علت پخش کردن شایعاتی نسبت به طرز رفتار ملکه آنتوانت نسبت به مادرش، ماریا ترزای کبیر مورد نارضایتی ماری آنتوانت قرار گرفته بود. همچنین ملکه از نامه ای مطلع شده بود که در آن کاردینال به گونه ای توهین آمیز از ماریا ترزا سخن می‌گفت.
بعدها کاردینال برای به‌دست آوردن حمایت و لطف ملکه تلاش کرد تا بدین وسیله، به یکی از وزرای پادشاه تبدیل شود. ژان دو لا موت، با سوءاستفاده از ریتاکس دو ویلت (که ریتاکس عاشق او بود) توانست وارد دربار شود. البته او روهان را متقاعد کرد که ملکه آنتوانت به او لطف کرده و او با به‌دست آوردن لطف و مهربانی ملکه، وارد دربار شده‌است. هنگامی که روهان باور کرد که ژان به لطف ملکه وارد دربار شده‌است، تصمیم گرفت که از او برای به‌دست آوردن حسن نیت ملکه نسبت به خود استفاده کند. ژان به کاردینال اطمینان داد که به سود او در دربار تلاش می‌کند.

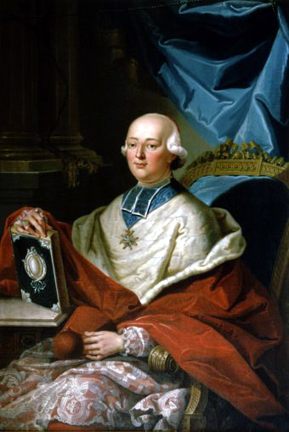
کاردینال دو روهان

بدین ترتیب، مکاتبه‌ای غیرواقعی بین روهان و ملکه شکل گرفت. در واقع، این ژان دو لا مورت بود که به‌جای ملکه، به مکاتبه با روهان می‌پرداخت. او خود را در مکاتبه با روهان، ملکه جای زده بود. مکاتبات پیش می‌رفت و محتوای نامه‌ها، پرشور و عاشقانه شده بود. کاردینال مطمئن شد که ملکه عاشق او شده‌است. کاردینال نیز شیفته او شد. او به ژان التماس کرد تا قرار ملاقات مخفیانه و شبانه‌ای برای کاردینال و ملکه فراهم سازد. قرار ملاقات در ماه اوت سال ۱۷۸۴ در باغ‌های کاخ ورسای شکل گرفت. کاردینال زنی را ملاقات کرد که تصور می‌کرد ماری آنتوانت باشد. در واقع، آن زن یک فاحشه به نام نیکوله لو گوای د الیویا بود که ژان او را صرفاً به‌دلیل شباهتش به ملکه استخدام کرده‌بود تا در آن قرار ملاقات، نقش ملکه را ایفا کند. روهان به آن زن (که تصور می‌کرد ملکه است) یک شاخه گل رز هدیه کرد. آن زن نیز در نقش ملکه، به روهان قول داد تا اختلافات قبلی‌شان را فراموش کند.
ژان دو لا موت از روهان سوءاستفاده کرد و از او مقدار بسیاری پول گرفت. او به روهان گفت که این پول‌ها را برای کارهای خیریه ملکه می‌خواهد اما در واقع، به روهان دروغ می‌گفت. با این مقدار پول، ژان می‌توانست راهش را به سوی دربار باز کند و از این راه، موقعیت اجتماعی بالایی داشته باشد. ژان، رابطه نزدیکش با ملکه را به رخ دیگران می‌کشید و بسیاری باور کردند که رابطه دوستانه او با ملکه واقعی است.

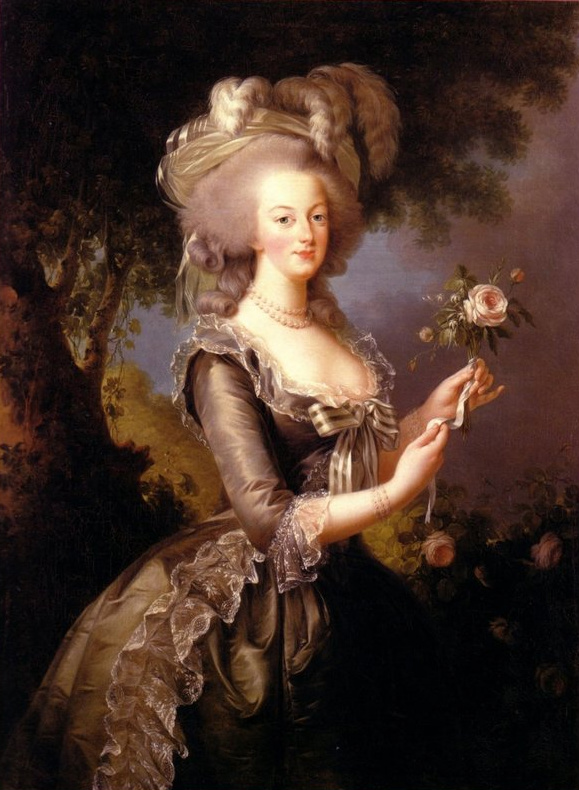
ماری آنتوانت، ملکه فرانسه

جواهرسازان، بوهمر و بسنگ تصمیم گرفتند تا به‌واسطه ژان، گردنبند را به ملکه بفروشند. ابتدا ژان از دریافت کارمزد برای انجام این کار، امتناع ورزید اما پس از مدتی، نظرش را عوض کرد و دریافت دستمزد را قبول کرد. بنا بر گفته مادام کمپمن، ژان، در مکاتبات خود با کاردینال کماکان تظاهر به ملکه بودن می‌کرد و به کاردینال دستور داد تا گردنبند را برای او خرید کند. نامه‌های جعلی، با امضای ماری آنتوانت فرانسه به دست کاردینال می‌رسیدند؛ اما کاردینال تا کنون نمی‌دانست یا به یاد نمی‌آورد که خاندان سلطنتی فرانسه، با نام خودشان نامه را امضا کنند.
در بیست و یکم ماه ژانویه سال ۱۷۸۵، ژان به کاردینال گفت که ماری آنتوانت قصد دارد گردنبند را تهیه کند اما نمی‌خواهد در هنگام نیاز و فقر مردم، چنین وسیله گران‌قیمتی را به‌صورت عمومی خرید کند؛ لذا ملکه از کاردینال می‌خواهد که او به‌عنوان واسطه و مخفیانه آن گردنبند را تهیه کند. مدت کمی بعد، روهان برای خرید این گردنبند با جواهرسازان مبلغ ۲،۰۰۰،۰۰۰ لیور مذاکره کرد تا به صورت اقساطی پرداخت شود. او مدعی شد که مجوز ملکه برای خرید را دارد و شرایط معامله را با دست خط ملکه به جواهرفروشان نشان داد. روهان گردنبند را به خانه ژان برد، جایی که مردی که روهان معتقد بود خدمتکار ملکه است، آمد تا آن را از روهان بگیرد. به گفته مادام دو لا موت، الماس‌های گردنبند در نزاع از گردنبند جدا شدند و در بازارهای سیاه لندن و پاریس به‌فروش رفتند.
در فرصت مناسب، ژان دو لا موت اقدام به افشای مکاتبات و نامه‌های کاردینال کرد، اما شواهد ناکافی بودند. بوهمر به ملکه شکایت کرد، اما ملکه گفت که او گردنبند را سفارش نداده و آن را دریافت نکرده‌است.

## رسوایی
جنجال و رسوایی این رویداد از دستگیری کاردینال در تالار آیینه‌ها در کاخ ورسای و محاکمه‌ای که او را بی‌گناه و ژان دو لا موت والوا و همدستانش را مجرم اعلام کرد، سرچشمه می‌گیرد.
در ۱۵ اوت سال ۱۷۸۵، در حالی که دربار برای برگزاری جشن عروج مریم در انتظار پادشاه و ملکه برای رفتن به کلیسا بود، کاردینال دو روهان، که قبلاً قرار بود مراسم را ترتیب دهد، پیش از پادشاه، ملکه، وزیر دربار، لوئیس آگوسته لی تونیلیر و نگهبان دربار، آرمند توماس هیو دو میرومسنیلی، به کلیسا برده شد تا از خود در این ماجرا، دفاع کند. روهان برای اثبات مکاتباتش با آنتوانت، نامه‌ای با امضای ماری آنتوانت فرانسه را حاضر کرد. نامه‌های سلطنتی با نام غسل تعمید اشخاص امضا می‌شدند؛ اما نامه‌هایی که روهان به‌عنوان مدرک نشان داده‌بود این‌گونه نبودند و این نکته، توسط روهان نادیده گرفته شده‌بود و نیز در طی محاکمه او مطرح شد. پادشاه از روهان خشمگین بود… کسی مانند روهان، عضوی از خاندان سلطنتی که بر تمامی آداب و معاشرت‌های سلطنتی واقف بود و بر جزئیات دقت فراوانی داشت، چگونه می‌توانست این‌چنین اشتباهی انجام دهد.
روهان دستگیر و به قلعه باستیل برده‌شد. در بین راه، او به خانه‌اش نامه‌ای فرستاد و در آن دستور داد که تمامی مکاتباتش را از بین ببرند. ژان تا سه روز دستگیر نشد و این به او فرصتی داد تا مکاتبات و نامه‌های خودش را از بین ببرد تا مدرکی علیه او در دادگاه ارائه نشود.
پلیس، فاحشه‌ای که خود را در دیدار با کاردینال، ملکه جای زده بود دستگیر کرد. همچنین پلیس ریتاکس دو ویلت را که اعتراف کرد نامه‌ها را با درج امضای جعلی ملکه به روهان می‌فرستاده‌است؛ دستگیر کرد.
فراماسونری مشهور و غیب‌گوی معروف، آلساندرو کالیوسترو نیز دستگیر شدند؛ هرچند که در مورد دست‌داشتن آنها در این ماجرا، شک و شبهه وجود دارد.
کاردینال دو روهان پارلمان پاریس را به عنوان قاضی پذیرفت. پاپ پیوس ششم از این محاکمه خشمگین شد، زیرا معتقد بود که کاردینال باید توسط وجدان خودش محاکمه شود. یک محاکمه جنجالی در تاریخ ۳۱ ماه مه سال ۱۷۸۶، منجر به تبرئه کاردینال، لگوسی و کالیوسترو شد. ژان دو لا موت نیز به تحمل چند ضربه شلاق، چسباندن میلهٔ داغ با نشانه "V" (حرف اول کلمه دزد در زبان فرانسوی) به شانه‌هایش و حبس ابد در زندان روسپی‌ها در بیمارستان پیتی-سالپتری‌یر محکوم شد. در ماه ژوئن سال بعد، ژان با پوشیدن لباس مبدل پسرانه و تغییر قیافه، موفق به فرار گشت. در همین حین، همسرش محاکمه غیابی شد و محکوم به بردگی در گیلی (یک نوع کشتی) شد. ویلتِ جاعل نیز تبعید شد. این اتفاقات باعث شدند به‌جای اینکه محاکمه خصوصی و بی سر و صدا انجام شود؛ به موضوعی قابل توجه و مورد علاقه مردم تبدیل گردد.
افکار عمومی از این محاکمه به شدت هیجان زده بود. در ماجرا، ماری آنتوانت بی‌تقصیر، روهان یک فریب‌خورده بی‌گناه و لا موت یک فریبکار شناخته‌شد.
این نیز نتیجه تحقیقات پارلمان فرانسه بود، اما پارلمان درمورد کارهای ملکه هیچ اظهارنظری نکرد.
برخلاف تحقیقات پارلمان، بسیاری از مردم در فرانسه معتقد بودند که ملکه از لا موت به‌عنوان وسیله‌ای برای ارضای نفرت خود نسبت به کاردینال دو روهان استفاده کرده‌است. شرایط مختلفی این باور را تقویت کرد: ناامیدی و ناراحتی ملکه از تبرئه روهان و در نهایت تبعید او به ابی لاشیز دیو. علاوه بر این، مردم تصور می‌کردند که تبرئه روهان توسط پارلمان پاریس به‌طور ضمنی نشان می‌دهد که ماری آنتوانت به‌نحوی در اشتباه بوده‌است. همه این عوامل منجر به کاهش شدید محبوبیت ملکه گشت و از او در ذهن مردم، تصویر یک بانوی ولخرج و خوشگذران که غرورش از رفاه مردمش برایش مهم‌تر است؛ ایجاد کرد.
ژان دو لا موت به لندن پناهنده شد و در سال ۱۷۸۹، کتاب خاطرات خود را با عنوان Mémoires Justificatifs منتشر کرد که در آن کتاب، مجدداً به آنتوانت تهمت می‌زد.

## اهمیت

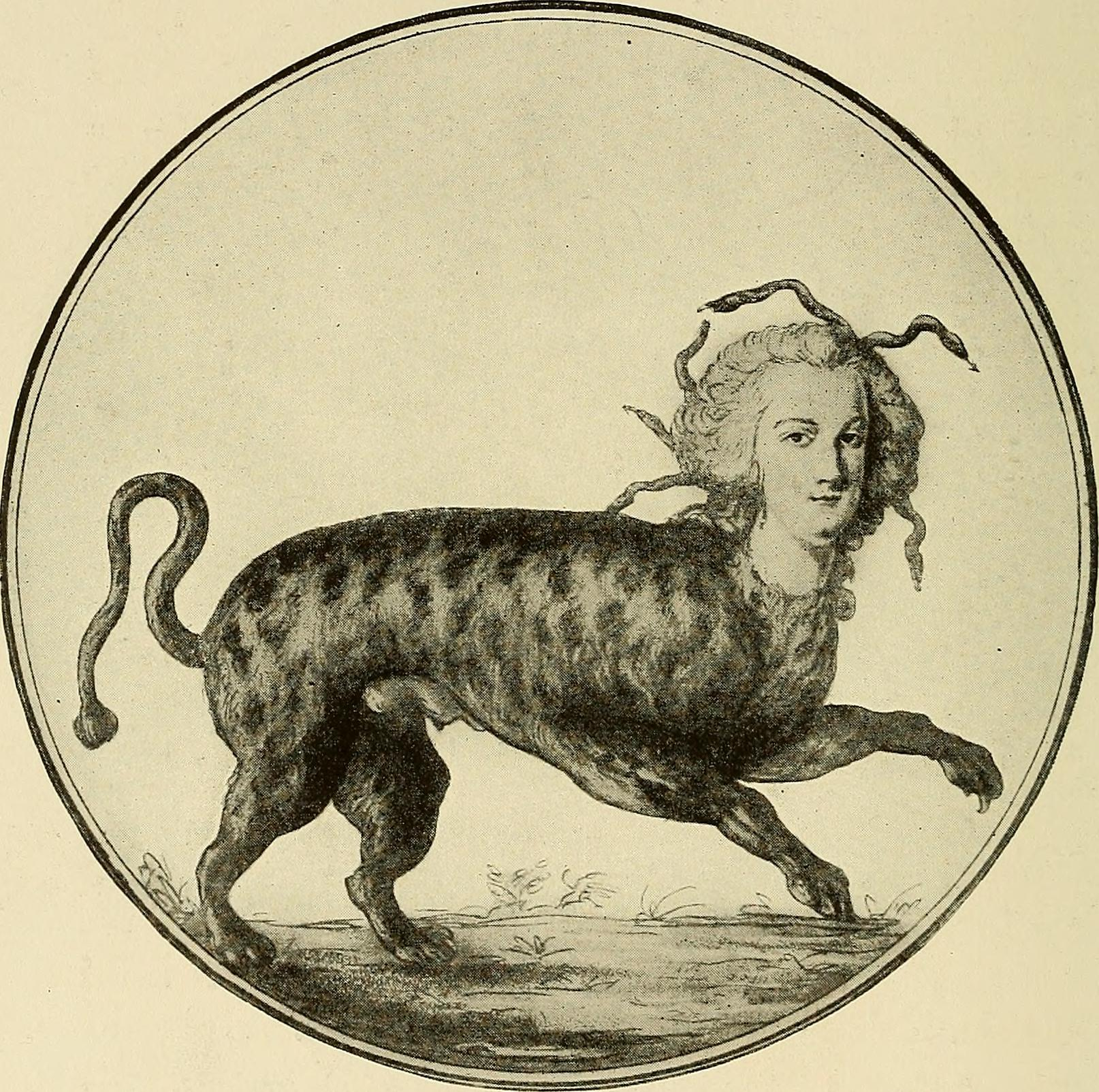
ماری آنتوانت، ترسیم شده به‌شکل یک دیو

ماجرای گردنبند ملکه، در بی‌اعتبار کردن دودمان بوربون در نزد مردم فرانسه چهار سال پیش از انقلاب آن کشور بسیار مهم بود. طی آن ماجرا، ماری آنتوانت بیش از پیش محبوبیت خود را از دست داد. شایعات بدخواهانه درمورد آنتوانت، او را مایه دردسر همسرش ساخت.
پس از اینکه ماجرا برای مردم آشکار شد، سخنرانی‌های ضد ملکه در بین عموم افزایش یافت. عدم محبوبیت او نزد مردم به قدری زیاد بود که نمی‌شد آن را نادیده گرفت. حتی وزرا نیز نمی‌توانستند آن را پنهان کنند؛ همان‌گونه که خود ملکه نمی‌توانست. از آنجا که نام او به این رسوایی گره خورده بود و قبلاً نیز توسط برخی، دشمن مردم فرانسه شناخته می‌شد، اعتبارش به‌طرز غیرقابل بازگشتی نزد مردم از بین رفت.
اعتبار و محبوبیت ماری آنتوانت هرگز پس از این حادثه بهبود نیافت.
پیش از این، او در ولخرجی سابقه داشته‌است و این، اعتبار او را خدشه دار کرده بود؛ اما پس از ماجرای گردنبند الماس، اعتبار او کاملاً از بین رفت چرا که مردم تصور داشتند او نقشه‌ای برای خرج خزانه کم کشور در جهت برآورده کردن نیازهای شخصیش داشته‌است.

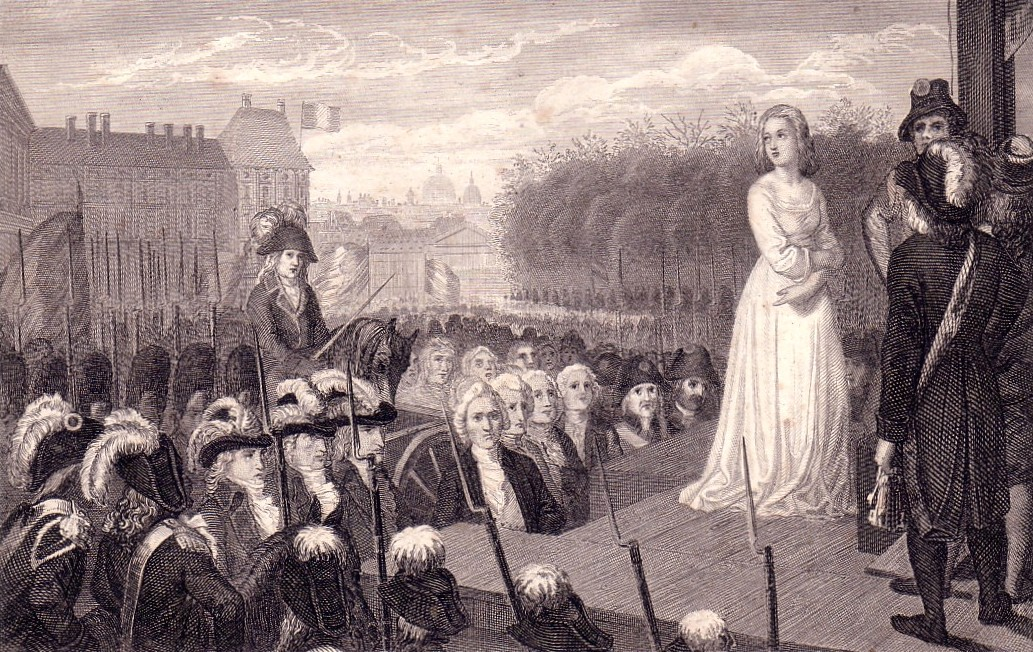
اعدام ماری آنتوانت در ۱۶ اکتبر سال ۱۷۹۳

ماجرای گردنبند الماس نفرت و انزجار عموم مردم فرانسه را از ماری آنتوانت تشدید کرد. گویی طراحی شده بود تا آنتوانت را رسوا کند و او را برای دفاع از خود ناتوان سازد. روابط عمومی ضعیف نیز، منجر به افزایش بروشورها و نشریه‌های تحقیرکننده پادشاهی شد که در آینده باعث انقلاب مردم گشت. می‌توان گفت که او نمادی از تجملگرایی و فساد یک رژیم درحال سقوط بود. این توصیف‌ها و ویژگی‌های آنتوانت، او را مورد نفرت مردم و گروه‌هایی مانند ژاکوبن‌ها قرار داد.
او هرگز نتوانست این ذهنیت را در افکار عمومی که برای اهداف بیهوده خود دست به یک کلاهبرداری گزاف زده‌است، از بین ببرد. با این وجود، این وقایع باعث شدند تا لوئی شانزدهم به همسرش نزدیک‌تر شود و قبل و در طول انقلاب بیشتر از او دفاع کند.

## در داستان و فیلم
- کُفتای بزرگ، اثر یوهان ولفگانگ فون گوته (۱۷۹۱)
- گردنبند ملکه، اثر توماس کارلایل (۱۸۳۷)
- گردنبند ملکه، اثر الکساندر دوما (۱۸۴۸)
- گردنبند ملکه، اثر موریس لوبلان (۱۹۰۵)
- ماری آنتوانت با بازی نورما شیرر، تایرون پاور، جان بری‌مور و رابرت مورلی (۱۹۳۸)
- ماجرای گردنبند ملکه، فیلمی به کارگردانی مارسل لربیه و درخشش ویوین رومنس (۱۹۴۶)
- جادوی سیاه با بازی اورسن ولز و برداشتی از رمان ژوزف بالسامو اثر الکساندر دوما (۱۹۴۹)
- ملکه الماس‌ها، اثری از الینور هیبرت (۱۹۵۸)
- ماجرای گردنبند، اثر ادگار پ. جوزف (بخشی از داستان مصور بلیک و مورتیمر) (۱۹۶۷)
- رز ورسای، اثر ریوکو ایکدا، انتشار اولیه در سال ۱۹۷۳ (به‌صورت مانگا) و سپس به‌صورت انیمه منتشر شد (۱۹۷۹)
- رویداد گردنبند (فیلم ۲۰۰۱)